# Khusrupur
Khusrupur là một thành phố và là một khu vực quy hoạch (notified area) của quận Patna thuộc bang Bihar, Ấn Độ.

## Nhân khẩu
Theo điều tra dân số năm 2001 của Ấn Độ, Khusrupur có dân số 12.185 người. Phái nam chiếm 53% tổng số dân và phái nữ chiếm 47%. Khusrupur có tỷ lệ 54% biết đọc biết viết, thấp hơn tỷ lệ trung bình toàn quốc là 59,5%: tỷ lệ cho phái nam là 62%, và tỷ lệ cho phái nữ là 45%. Tại Khusrupur, 17% dân số nhỏ hơn 6 tuổi.